# Hieronyma crassistipula
Hieronyma crassistipula là một loài thực vật thuộc họ Diệp hạ châu (Phyllanthaceae). Đây là loài đặc hữu Cuba (Cây gỗ cực hiếm trong tỉnh Pinar del Río và trên đảo Isla de Pinos).